# الثورة المخملية
الثورة المخملية (بالتشيكية: sametová revoluce) أو الثورة الناعمة (بالسلوفاكية: nežná revolúcia) في الفترة من 17 نوفمبر - 29 ديسمبر1989، كانت ثورة سلمية في تشيكوسلوفاكيا شهدت سقوط الحكومة الشيوعية.
في الفترة من 17 نوفمبر - 29 ديسمبر، اندلعت ثورة سلمية في تشيكوسلوفاكيا وكانت بقيادة الطلاب وجموع المتظاهرين ضد حكم الحزب الواحد وهو حكم الحزب الشيوعى التشيكوسلوفاكى، وذلك لفشل الحزب في إدارة شؤون الدولة، والتحول المتتابع للدولة البرلمانية. وفي يوم الجمعة الموافق 17 نوفمبر 1989، ولقد قمع بوليس الشغب مظاهرة سلمية للطلاب في براغ، وتابع هذا الحدث عدد من المظاهرات الشهيرة التي امتدت إلى مطلع شهر ديسمبر. وفي يوم 20 من نوفمبر ازدادت تجمعات المتظاهرين احتجاج في براغ إلى مائتي ألف متظاهر، وفي اليوم التالي بلغ عدد المتظاهرين نصف مليون شخص، وتظاهر الأهالي بعمل إضراب عام.
ومع سقوط حكومة حلف وارسو وازدياد التظاهرات في الشوارع، أعلن حزب تشيكوسلوفكيا في 17 نوفمبر تخليه عن السلطة وإزالة حكم نظام الحزب الواحد. بعد مرور يومان أعلن المجلس التشريعي عن إلغاءه لنصوص الدستور التي تعطي الشيوعين حق احتكار السلطة. في مطلع شهر ديسمبر أزيل سلك شائك على الحدود مع غرب ألمانيا والنمسا. وفي يوم 1 ديسمبر أعلن الرئيس جوستاف هوساك أول حكومة غير شيوعية في شيكوسلوفاكية منذ عام 1948 ثم استقال من منصبه بعدها. انتخب ألكسندر دوبتشيك كمتحدث باسم البرلمان الفدرالي في 17 ديسمبر وأعلن فاتسلاف هافيل رئيسا لتشيكوسلفاكيا في 1 ديسمبر 1989. في 1990 اقامت تشيكوسلفاكيا أول انتخابات ديمقراطية منذ عام 1946.
استخدمت ريتاكليموفا المُترجمة الإنجليزية مصطلح الثورة المخملية التي أصبحت فيما بعد سفيرة الولايات المتحدة من قبل النظام غير الشيوعى وكان هذا المصطلح يستخدم عالمياً لوصف هذهِ الثورة، ويستخدم أبناء التشيك هذا المصطلح.
وبعد انفصال تشيكوسلوفاكيا عام 1991، استخدمت سلوفاكيا مصطلح الثورة الرقيقة بينما استمرت جمهورية التشيك في استخدام مصطلح الثورة المخملية.

## الوضع ما قبل الثورة
استولى الحزب الشيوعي على السلطة في 25 فبراير عام 1948. ومنذ ذلك الحين، لم تمارس الأحزاب المعارِضة الرسمية أي نشاط. أسّس المعارضون (لا سيما ميثاق 77 والمنتدى المدني) نوادي موسيقا (على أسس محدودة، إذ رُخّصت المنظمات غير الحكومية فقط) وطبعوا نشرات دورية محلية (ساميزدات). قمعت الحكومة ميثاق 77 واضطُهد أعضاؤه المسجّلون حتى سقوط النظام في تشيكوسلوفاكيا. لاحقًا، ومع ظهور المنتدى المدني، بات الاستقلال يلوح في الأفق فعليًا. حتى يوم الاستقلال في 17 عام 1989، واجهت الجماهير قمع السلطات عبر الشرطة السرية. لهذا، لم يَنَل المعارضون تأييدًا علنيًا من عامة الناس خشية طردهم من المدرسة أو العمل. كان الكتّاب وصنّاع السينما عرضةً لمنع كتبهم أو أفلامهم بسبب «موقف سلبي إزاء النظام الاشتراكي». لم يُسمَح أيضًا للتشيكيين والسلوفاكيين بالسفر إلى الدول الأخرى غير الشيوعية. تلا هذا منع الموسيقا من الدول الأجنبية. اشتملت القائمة السوداء هذه أيضًا على أبناء رجال الأعمال السابقين أو السياسيين غير الشيوعيين، ومن يعيش أفراد أسرهم في الغرب، ومن دعموا ألكسندر دوبتشيك خلال ربيع براغ، ومن يعارضون الاحتلال العسكري السوفييتي، ومن ينشرون الأفكار الدينية، ومن يقاطعون الانتخابات البرلمانية (المزوّرة) أو يوقّعون على ميثاق 77 أو من هم على صلة بمن كانوا قد وقّعوا. كانت القوانين هذه سهلة التطبيق بالنظر إلى أن جميع المدارس ووسائل الإعلام والأعمال التجارية كانت تعود إلى الدولة. كانت القوانين تحت إشراف مباشر واستُخدمت كأسلحة اتهامية ضد الخصوم.
تغيرت طبيعة القائمة السوداء تدريجيًا بعد تقديم سياسات ميخائيل غورباتشوف حول الغلاسنوست (الانفتاح) والبيريسترويكا (إعادة الهيكلة) في عام 1985. دعمت القيادة الشيوعية في تشيكوسلوفاكيا البيريسترويكا بالكلام، إلا أنها قامت بالقليل من التغييرات. كان الحديث عن ربيع براغ لعام 1968 محرّمًا أيضًا. وقعت المظاهرات الأولى المناوئة للحكومة في عام 1988 (مظاهرة الشمع على سبيل المثال) وفي عام 1989، إلا أنها كانت مظاهرات مشتتة وقُمع المشاركون فيها من قبل الشرطة.
بحلول أواخر ثمانينيات القرن العشرين، مهّد السخط على مستويات المعيشة والعجز الاقتصادي الطريق لدعم شعبي للإصلاح الاقتصادي، وبدأ المواطنون بتحدي النظام بصورة أكثر علنية. بحلول عام 1989، بات المواطنون الذين كانوا غير مبالين سابقًا عازمين على التعبير جهارًا عن سخطهم حيال النظام. وقّعت شخصيات مرموقة عديدة وعمال عاديون أيضًا عرائضَ لدعم فاتسلاف هافيل خلال فترة سجنه عام 1989. تبدّت المواقف ذات العقلية الإصلاحية في أفراد عديدين وقّعوا عريضة جرى تداولها في صيف عام 1989 تدعو إلى إنهاء الرقابة والبدء بإصلاح سياسي جذري.
جاءت قوة الدفع المباشرة للثورة من التطورات في الدول المجاورة والعاصمة التشيكوسلوفاكية. منذ أغسطس، احتلّ مواطنون ألمانيون شرقيون سفارة ألمانيا الغربية في براغ، وطالبوا بإبعادهم إلى ألمانيا الغربية. في الأيام التي تلت 3 نوفمبر، غادر آلاف من الألمان الشرقيين عبر القطارات إلى ألمانيا الغربية. في 9 نوفمبر، سقط جدار برلين، الأمر الذي أزال الحاجة إلى الالتفاف حوله.
بحلول 16 نوفمبر، بدأت دول عديدة مجاورة لتشيكوسلوفاكيا بالإطاحة بالحكم الاستبدادي. شاهد مواطنو تشيكوسلوفاكيا هذه الأحداث عبر التلفاز بواسطة كل من القنوات المحلية والأجنبية. أيّد الاتحاد السوفييتي أيضًا تغييرًا في النخبة الحاكمة في تشيكوسلوفاكيا، رغم أنه لم يكن يتوقّع الإطاحة بالنظام الشيوعي.

## الترتيب الزمني

### 16 نوفمبر
مساء يوم الطلاب العالمي (الذكرى الخمسون لـ سونديراكتيون براغ، الهجوم على جامعات براغ من قبل النازيين)، نظّم طلاب المدارس الثانوية والجامعات تظاهرةً سلمية في وسط براتيسلافا. كان الحزب الشيوعي قد توقّع في سلوفاكيا مأزقًا، ومجرد حقيقة تنظيم مظاهرة كان أمرًا قد عدّه الحزب مشكلةً. وُضعت القوات المسلحة في حالة تأهّب قبل المظاهرة، إلا أنه في النهاية، تنقّل الطلاب في المدينة بشكل سلميّ وأرسلوا وفدًا إلى وزارة التعليم السلوفاكية لمناقشة مطالبهم.

## اقرأ ايضاً
- جان بالاتشا